# 西門宇翔
西門 宇翔（さいもん たかし、6月18日 - ）は、中華人民共和国黒龍江省出身の俳優である。1999年 - 2010年まで劇団四季に所属していた。中国名及び本名は趙 宇。

## 中国での経歴
中学卒業後に芸術学校へ入学し、北京の中国児童芸術劇院研修科へ進む。 所属中に『はだかの王様』および『ドリーミング』に出演、99年『美女と野獣』北京公演にも参加。（劇団四季の過去のプログラムより）

## 劇団四季
1999年10月劇団四季のオーディション合格。『コーラスライン』で四季の初舞台を踏む。
『キャッツ』ではギルバート、マンゴジェリー、マンカストラップ役を演じる。
2007年8月に芸名を趙 宇から西門 宇翔と改名。
2009年4月のCATS出演後の6月に腰の療養のため休団。
2010年2月6日クレイジーフォーユーのハリー役で舞台に復帰した。
2010年後半、退団。

## 出演作品
- CATS - マンカストラップ、マンゴジェリー、ギルバート
- ユタと不思議な仲間たち - ゴンゾ
- 夢から醒めた夢
- アンデルセン
- クレイジーフォーユー-ハリー
- コーラスライン

ミュージカル「岳雲」の脚本、演出、出演